# Saint-Léger-des-Prés
Saint-Léger-des-Prés település Franciaországban, Ille-et-Vilaine megyében. Lakosainak száma 295 fő (2022. január 1.). Saint-Léger-des-Prés Combourg, Cuguen, Dingé, Lanrigan, Marcillé-Raoul és Noyal-sous-Bazouges községekkel határos.

## Népesség
A település népessége az elmúlt években az alábbi módon változott:
| Lakosok száma | 293  | 230  | 231  | 206  | 243  | 249  | 264  | 284  | 289  | 295  |
|               | 1968 | 1982 | 1990 | 2006 | 2013 | 2015 | 2017 | 2019 | 2020 | 2022 |